# Caluromys
Caluromys es un género de marsupiales didelfimorfos de la familia Didelphidae, subfamilia Caluromyinae, conocidos vulgarmente como zarigüeyas lanudas, lanosas o zorritos de palo. Son propios de América Central y del Sur. Actualmente se conocen 3 especies.

## Etimología
Caluromys está compuesto por las siguientes palabras del griego kalos (bello), oura (cola), y mys (ratón). Significa "ratón de cola bella".

## Zoogeografía y hábitat
Las tres especies de zarigüeyas lanudas que integran este género se distribuyen por espacios arbolados de distinta composición vegetal de Centro y Sudamérica, desde el sur de México hasta el norte de Argentina al este de la cordillera andina. En altitudes que van desde el nivel del mar hasta los 2.500 metros sobre él.
Prefieren espacios arbolados con distintos tipos de vegetación y condiciones climáticas:
junglas, bosques templados, bosques nubosos y bosques secundarios.
| Morfometría         | Masa (g) | Longitud (cm) | Longitud (cm) |
| Morfometría         | Masa (g) | Cuerpo        | Cola          |
| Caluromys derbianus | 200-400  | 25-32         | 27-46         |
| Caluromys philander | 140-390  | 16-28         | 25-41         |

## Características
El pelo es largo, fino y lanoso, cubriendo la totalidad de la superficie corporal salvo la mitad basal de la porción distal de la cola que permanece desnuda. 
Por regla general, el pelaje de estas especies está ricamente ornamentado, si bien en algunos ejemplares, las marcas no son excesivamente evidentes. El color muestra muchas variaciones regionales y va desde el anaranjado al gris pálido con manchas más o menos extendidas de ambos colores. Normalmente presentan manchas anaranjadas sobre nuca y hombros y otra gris sobre la región dorsolumbar. El pelo de las regiones ventrales es pálido cremoso.
Los adornos de la capa consisten en una banda clara que recorre la espalda por la línea media dorsal desde los hombros, manchas oscuras alrededor de los ojos, cara de color blanco, crema o gris claro y una banda oscura que surca la cabeza desde la nariz hasta las orejas por la línea media dorsal de la misma, si bien esta última es la única marca que aparece de manera más o menos uniforme en todos los individuos. Ojos negros y orejas blancas o rosas, grandes y separadas por una línea frontal oscura.
Todos los dedos a excepción de los pulgares de las manos, poseen garras con las que se aferran a las ramas de los árboles, no así los pulgares oponibles que solo se protegen con una uña.
La cola es normalmente más larga que el cuerpo. Está cubierta de pelo en las porciones proximales, y desnuda en las terminales, cuya piel va aclarándose haciéndose en el extremo completamente blanca y prensil.

## Dieta
Animales omnívoros que incluyen en su dieta gran cantidad de recursos alimenticios, tales como hojas, tallos tiernos, fruta, semillas, insectos y otros artrópodos, así como sus larvas, pequeños vertebrados, huevos de ave, e incluso carroña
Parece ser que la preferencia de unos alimentos a otros tiene cierto comportamiento cultural, debido a que distintas poblaciones de una especie tienden a emplear recursos distintos.
En Costa Rica se ha constatado que C. derbianus gusta del néctar de determinadas flores como la de balsa (Ochroma pyramidale) y las de distintas ceibas (Ceiba spp.), posiblemente por el color blanco y el intenso aroma que emanan, que las hacen fácilmente localizables durante la noche.

## Reproducción
Los hábitos reproductivos de estas especies no son muy conocidos, pero se dispone de ciertos de datos que parecen indicar que las hembras son poliéstricas con ciclos ligeramente inferiores a un mes, que pueden dar a luz, al menos en determinadas zonas geográficas, a lo largo de todo el año, si bien no hay constancia de actividad reproductiva de C. derbianus durante los meses de invierno.
Las camadas suelen ser de 2 a 4 crías, aunque pueden llegar hasta 6. Las de C. derbianus suelen alcanzar la madurez sexual entre los 7 y los 9 meses.

## Comportamiento
Son animales de hábitos muy amigables a pesar de su aspecto, no llegan a ser peligrosos para el humano, siempre que no se les moleste.
Se refugian durante las horas de sol en nidos tapizados con hojas en el interior de huecos de árboles o sobre las ramas, permaneciendo activos desde las últimas horas de la tarde hasta las primeras de la mañana.

## Estado de conservación
En general, las poblaciones son estables aunque menos numerosas que las de Philander o Didelphis, aunque C. derbianus está considerada una especie vulnerable por la IUCN, y las otras dos están próximas a la amenaza. En otro tiempo estos animales fueron cazados por el valor de sus pieles. En la actualidad, numerosos ejemplares de estas especies son empleados con fines científicos como animales de laboratorio.

## Rol ecológico
Debido a su condición de omnívoros y oportunistas, no son bien recibidos en las zonas agrarias por estar acusados de destrozar las plantaciones. Al alimentarse de frutos, estos marsupiales desempeñan un importante papel en la dispersión de semillas.